# Irmãs dos Pobres de Santa Catarina de Sena
As Irmãs dos Pobres de Santa Catarina de Sena são um instituto religioso feminino de direito pontifício: as freiras desta congregação acrescentam ao seu nome a sigla S.d.P..

## História
O instituto foi fundado em Siena por Savina Petrilli (1851-1923). Em 15 de agosto de 1873, com a permissão do Arcebispo Enrico Bindi, Petrilli e três de suas companheiras fizeram a profissão de votos de pobreza, obediência e castidade. O arcebispo de Siena aprovou a fraternidade como congregação de direito diocesano e as religiosas foram autorizadas a começar a levar uma vida comum.
Fundadas sobretudo para a educação das meninas, as Irmãs dos Pobres difundiram-se rapidamente e assumiram a gestão dos manicômios de Volterra, Roma e Ceccano. Logo estenderam seu apostolado à assistência hospitalar, ao serviço de seminário e a diversas obras de caridade.
O instituto obteve o decreto pontifício de louvor em 1891: as suas constituições foram aprovadas provisoriamente pela Santa Sé em 5 de setembro de 1899 e definitivamente em 17 de junho de 1906.
A fundadora foi beatificada pelo Papa João Paulo II em 1988.

## Atividades e difusão
As Irmãs dos Pobres de Santa Catarina de Sena dedicam-se à assistência hospitalar aos enfermos, ao serviço nos seminários e a outras obras de caridade, especialmente em favor dos mais pobres.
Estão presentes na Argentina, Brasil, Equador, Filipinas, Índia, Itália, Paraguai: a sede geral fica em Roma.
Em 31 de dezembro de 2005, o instituto contava com 589 religiosas em 87 casas.